# بخش زاینده‌رود
بخش زاینده‌رود، یکی از بخش‌های شهرستان سامان در استان چهارمحال و بختیاری ایران است. مرکز این بخش، شهر هوره است.

## تقسیمات کشوری
- بخش زاینده‌رود
  - دهستان هوره
  - دهستان زرین

شهر: هوره

## جمعیت
بر پایه سرشماری عمومی نفوس و مسکن در سال ۱۳۹۵، جمعیت بخش زاینده‌رود برابر با ۱۰٬۱۶۷ نفر بوده است.